# Trichura cerberus
Trichura cerberus là một loài bướm đêm thuộc phân họ Arctiinae, họ Erebidae.